# Syndicat national des personnels techniques de l'éducation
Syndicat national des personnels techniques de l'éducation (SNPTE) syndicat créé au lycée Buffon à Paris en 2005 par d'anciens militants du SNAEN-UNSA Education. Le SNPTE a immédiatement adhéré à la Fédération autonome de la fonction publique territoriale (FA-FPT), membre de la Fédération générale autonome des fonctionnaires FGAF.
Le SNPTE, qui se veut indépendant de toute idéologie politique et religieuse, milite :
- contre la précarité de l’emploi,
- pour maintenir nos métiers et missions dans la communauté éducative,
- pour la création d’une filière technico-éducative, en revalorisant l’ensemble de la catégorie C,
- pour une organisation du travail prenant en compte l’intérêt des élèves,
- pour une évaluation des besoins dans chaque établissement scolaire (moyens matériels et humains),
- pour une mutualisation concertée, et non imposée au nom de la rentabilité.